# Michael Freude
Michael Freude, auch Freud, Michael Freude der Jüngere (* um 1645 in Kuppentin; † 26. Dezember 1692 in Lübeck) war ein deutscher Pädagoge und Bibliothekar.

## Leben
Michael Freude war ein Sohn des gleichnamigen Pastors zu Kuppentin Michael Freude (der Ältere) und seiner Frau Christine, geb. Pol(t)z, einer Tochter des Wismarer Rektors Johann Polz.
1661 immatrikulierte er sich an der Universität Rostock; eine erneute Immatrikulation erfolgte 1671. Im September 1672 verteidigte er hier eine Disputation unter dem Vorsitz von Johann Wilhelm Petersen.
Nach Abschluss seiner Studien wurde er am 15. November 1676 zum Subrektor der Großen Stadtschule in Wismar berufen. 1677 stieg er hier zum Konrektor auf. 1688 berief ihn der Rat der Hansestadt Lübeck als Nachfolger von David van der Brügge zum Subrektor am Katharineum zu Lübeck. Damit verbunden war die Leitung der Stadtbibliothek.
Seine Frau starb 1686 in Wismar. Ein Sohn, Michael Christoph Freude, getauft am 14. Januar 1679, studierte 1699 in Rostock. Eine Tochter war vermutlich die am 12. Oktober 1683 in Wismar ohne Vornamen getaufte und am 12. Juli 1713 in der Graumönchenkirche begrabene Christine Katharine Freude, Frau des Garnisonpredigers zu Wismar und späteren Pastors zu Marnitz, Johann Georg Martini.

## Werke
- Heerbordus Expensus, seu Disputatio Philosophica, In qua Hypotheses, ab Heerbordo propugnatae, De Incommunicabilitate Propriorum, Examinantur & refutantur / Quam ... Indultu ... Facult. Philos. in ... Rostochiana, Praeside M. Joanne Wilhelmo Petersen, Lubecensi, Publicae Eruditorum ventilationi in Auditorio Maiori a. d. XIV. Sept. submittet Michael Freud/ Mecleburgicus, A. & R. Rostochii: Richelius 1672

Digitalisat des Exemplars der Universitätsbibliothek Kiel
- Nützlicher Bericht Vom Todt/ auch Christlicher Weise und Gewonheit/ die Todten zu begraben/ Und warumb solche Weise und Gewonheit/ in der Kirchen Gottes unverbrüchlich solle gehalten werden/ Frommen Christen zum besten. Wismar: Zachariae 1687